# سپهبد
| درجه‌های ارتش ایران | درجه‌های ارتش ایران | درجه‌های ارتش ایران |
| نیروها             | نیروها             | نیروها             |
| زمینی و هوایی      | دریایی             |                    |
| ------------------ | ------------------ | ------------------ |
| ارتشبد             | دریابد             |                    |
| سپهبد              | دریاسالار          |                    |
| سرلشکر             | دریابان            |                    |
| سرتیپ              | دریادار            |                    |
| سرتیپ دوم          | دریادار دوم        |                    |
| سرهنگ              | ناخدا یکم          |                    |
| سرهنگ دوم          | ناخدا دوم          |                    |
| سرگرد              | ناخدا سوم          |                    |
| سروان              | ناوسروان           |                    |
| ستوان ۳، ۲ و ۱     | ناوبان ۳، ۲ و ۱    |                    |
| استوار ۲ و ۱       | ناواستوار ۲ و ۱    | ناواستوار ۲ و ۱    |
| گروهبان ۳، ۲ و ۱   | مهناوی ۳، ۲ و ۱    | مهناوی ۳، ۲ و ۱    |
| سرجوخه             | سرناوی             | سرناوی             |
| سرباز ۲ و ۱        | ناوی ۲ و ۱         | ناوی ۲ و ۱         |
| سرباز              | ناوی               | ناوی               |

سِپَهبَد (تلفظ معمول: سپهبُد؛ (به پارسی میانه: «spāhpat» یا «spāhbed») نام یکی از درجه‌های ارتش است که بالاتر از سرلشکر و پایین‌تر از ارتشبد است.
سپهبد فرمانده یک سپاه از ارتش است که آن یگانی راه کنشی است که دارای تجهیزات و تسلیحات لازم برای اجرای عملیات رزمی بوده و از دو یا سه لشکر تشکیل می‌شود.

## واژه‌شناسی
سپهبد یکی از کهن‌ترین اصطلاحات نظامی فارسی است که در پارسی میانه «spāhpat» و در پارسی باستان «-spāda-pati*» بوده که آن همکردی از دو واژه: «-spāda*» «سپاه» و «-pati*» «سردار، سالار، رهبر» لفظاً به معنای «فرمانده سپاه» است.

## پیشینه
سپهبد همچون مقام نظامی (فرمانده سپاه) نخستین بار در سپاه هخامنشیان (۵۵۰ – ۳۳۰ پیش از میلاد) پدید آمده و به زبان پارسی باستان -spāda-pati* نامیده می‌شد.
فرمانده سپاه اشکانیان (۲۵۰ تا میلادی — ۲۲۴) که سازمان رده‌بندی ده‌دهی سپاه هخامنشیان را به ارث برده بود، spāδpat (به پارتی: 𐭎𐭐𐭀𐭃𐭐𐭕𐭉) نامیده می‌شد.
فرمانده سپاه ساسانیان (۲۲۴ — ۶۵۱) که نیز رده‌بندی و نامگذاری سپاه اشکانیان را به ارث برده بود، اسپهبد spāhbed (به زبان پارسی میانه: 𐭮𐭯𐭠𐭧𐭯𐭲) نامیده می‌شد.
اصطلاح «سپهبد» را سال ۱۳۱۴ فرهنگستان زبان ایران با پیشنهاد انجمن واژه‌گزینی ارتش شاهنشاهی ایران برابر با درجهٔ Lieutenant General (ژنرال سه‌ستاره) در نیروهای نظامی آمریکا و معادل دریاسالار در نیروی دریایی نهاده است.

## در ایران
در ۱۹ فروردین ۱۳۰۹، احمد امیراحمدی در نتیجهٔ نبرد کردستان در برابر اسمعیل سیمیتقو به درجهٔ سپهبدی رسید و برای نخستین بار، این درجه در ارتش ایران معمول شد.
پس از او، به‌ترتیب این افراد به درجهٔ سپهبدی رسیدند: فرانسوا ژرژ ژاندر، محمد شاه‌بختی، مرتضی یزدان‌پناه، محمد نخجوان، امان‌الله جهانبانی، حاج‌علی رزم‌آرا، علی‌اصغر نقدی، فرج‌الله آق‌اولی، فضل‌الله زاهدی و عبدالله هدایت. تا سال ۱۳۳۶ این درجه، که معادل دریاسالار در نیروی دریایی و امیرنویان (نویان) در رتبه‌های نظامیِ دورهٔ قاجار بود، بالاترین درجهٔ ارتش ایران به‌شمار می‌رفت، ولی در این سال درجهٔ ارتشبد و معادل آن «دریابد» در نیروی دریایی ابداع شد.
در دوره پهلوی بیش از ۲۰۰ امیر به رتبه سپهبدی نائل شدند که در زمان انقلاب برخی از این امرا بازنشسته و برخی مشغول به کار بودند.
همچنین این امرا پس از انقلاب با رتبه سپبهدی بازنشسته شدند:
سپهبد هوشنگ حاتم، سپهبد خلیل بخشی‌آذر، سپهبد شاپور آذربرزین، دریاسالار ابوالفتح اردلان، سپهبد عبدالعلی نجیمی نائینی

### پس از انقلاب ۱۳۵۷
بعد از انقلاب ۱۳۵۷، این درجه به هیچ فرد زنده‌ای اعطا نشد، اما برخی از سپهبدهای ارتش فعالیت خود را برای مدت کوتاهی ادامه دادند.  
- سپهبدهای نیروی هواییِ شاهنشاهی سید سعید مهدیون و شاپور آذربرزین برای مدت کوتاهی پس از انقلاب، به ترتیب به سمت سرپرستی و ریاست ستاد نیروی هوایی ملی ایران بر عهده‌دار شدند.
- همچنین همچنین در چند روز نخست پس از انقلاب، سپهبد محمدعلی نوروزی سرپرست شهربانی کل کشور و سپهبد احمدعلی محققی سرپرست ژاندارمری کل کشور گردیدند.
- درسال ۱۳۵۸ سپهبد شاپور آذربرزین همچنین به همراه در سال ۱۳۵۸ به همراه سپهبد بازنشسته قاسم خزاعی به پیشنهاد وزیر دفاع وقت مصطفی چمران به عضویت شورای عالی دفاع و امنیت ملی منصوب و فعالیت کردند.[۱۱]

### امرای دریافت کننده درجه سپبهدی به صورت ترفیع افتخاری پس از کشته شدن در جمهوری اسلامی ایران
هفت سرلشکر جمهوری اسلامی ایران که پس از کشته شدن به درجهٔ سپبهدی ترفیع افتخاری (Posthumous promotion) یافتند عبارتند از:
1. سرلشکر سید محمدولی قرنی
2. سرلشکر علی صیاد شیرازی
3. سرلشکر پاسدار قاسم سلیمانی
4. سرلشکر پاسدار محمد باقری
5. سرلشکر پاسدار حسین سلامی
6. سرلشکر پاسدار غلامعلی رشید
7. سرلشکر پاسدار علی شادمانی

## نگارخانه

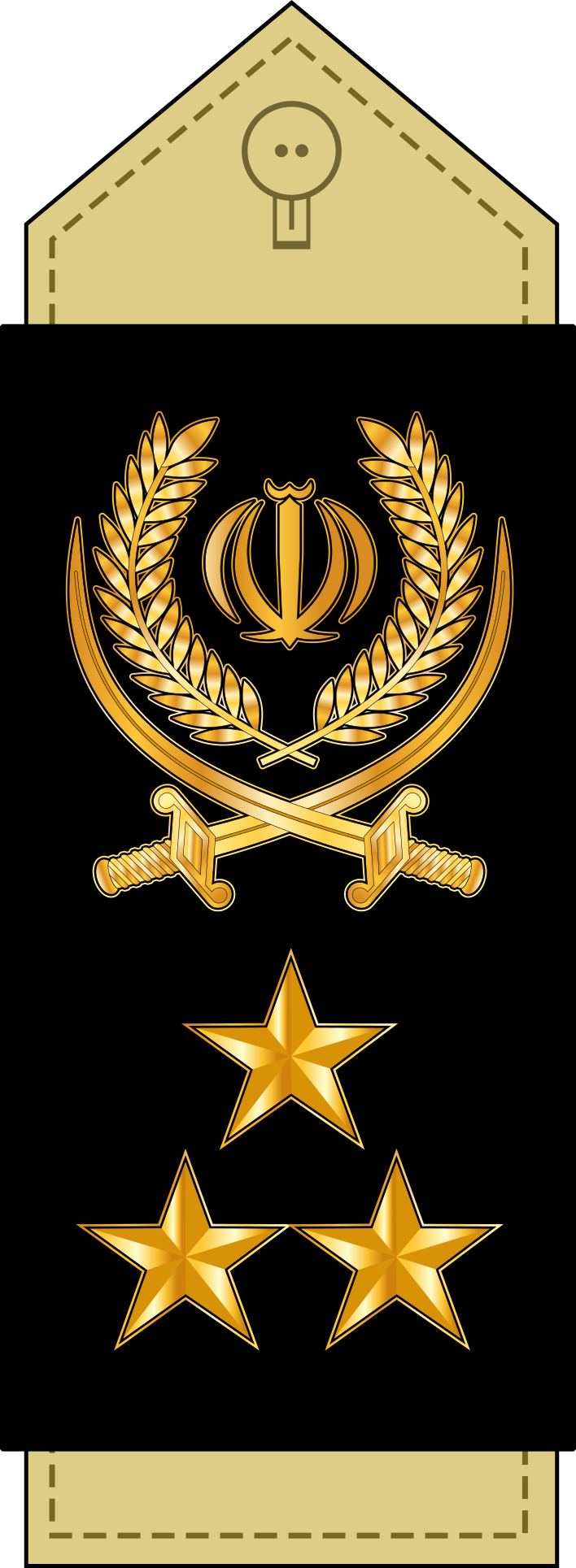
نشان سپهبد نیروی زمینی ارتش جمهوری اسلامی ایران
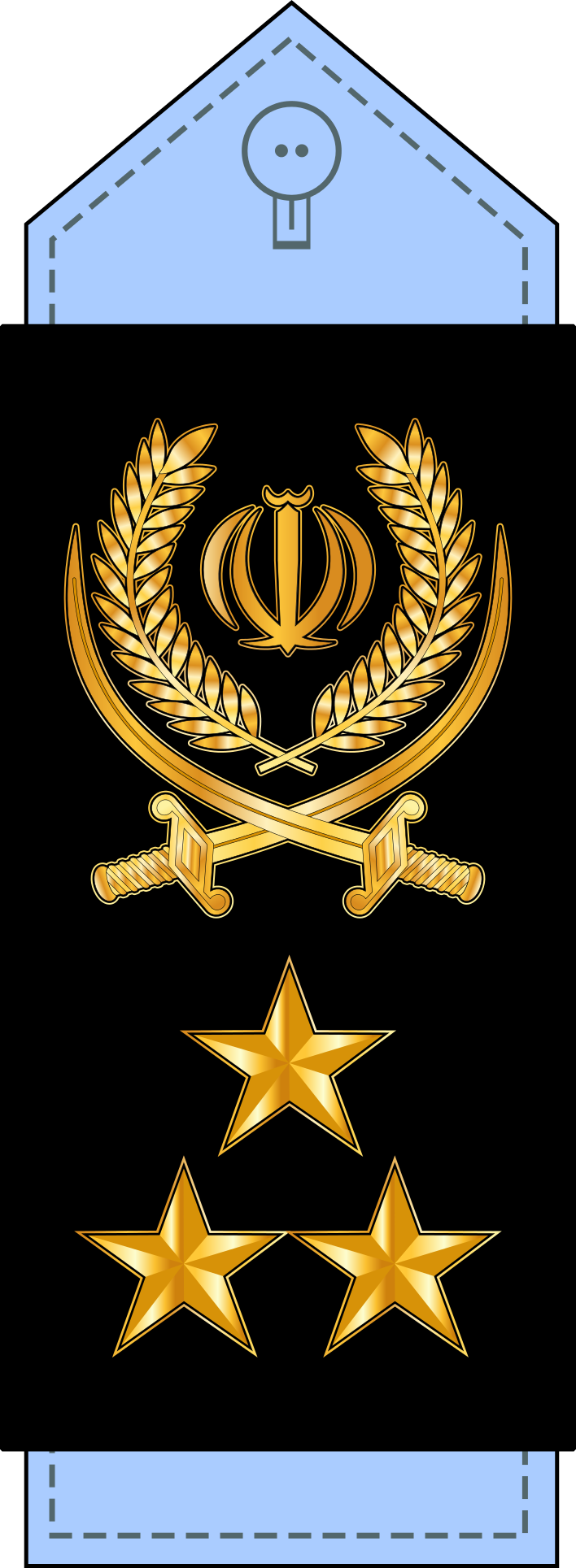
نشان سپهبد نیروی هوایی ارتش جمهوری اسلامی ایران
نشان دریاسالار نیروی دریایی ارتش جمهوری اسلامی ایران
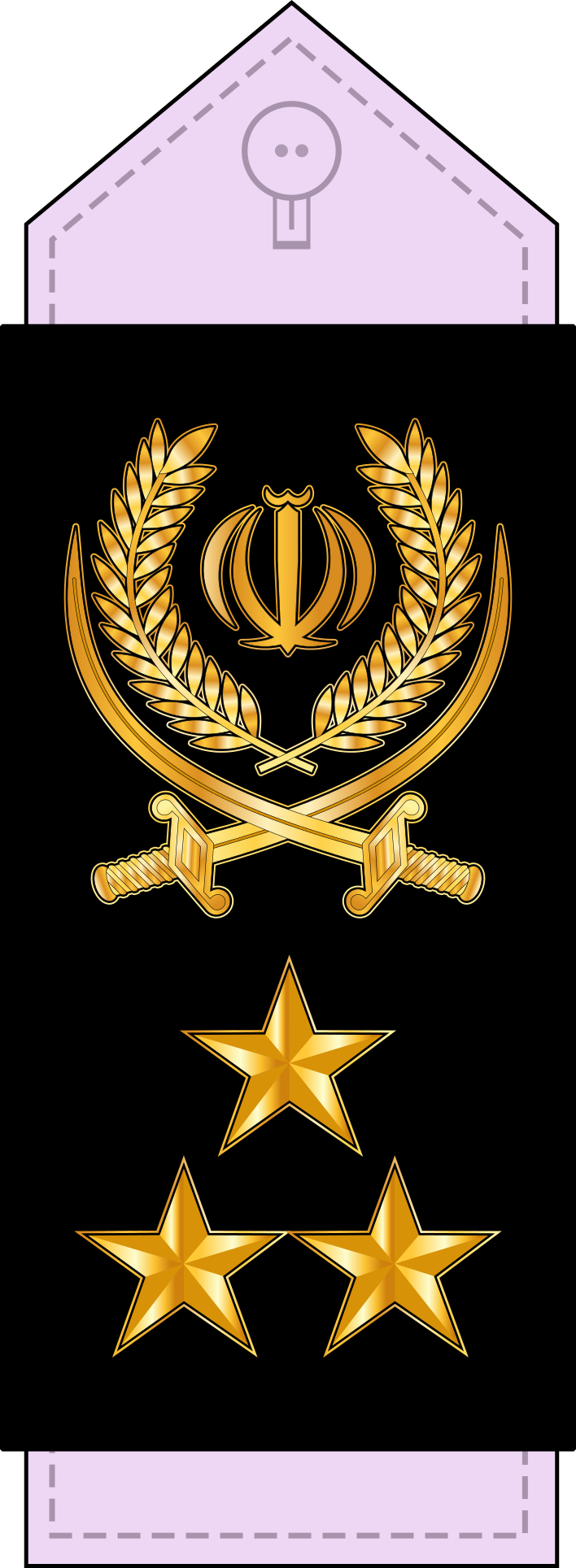
نشان سپهبد نیروی پدافند هوایی ارتش جمهوری اسلامی ایران
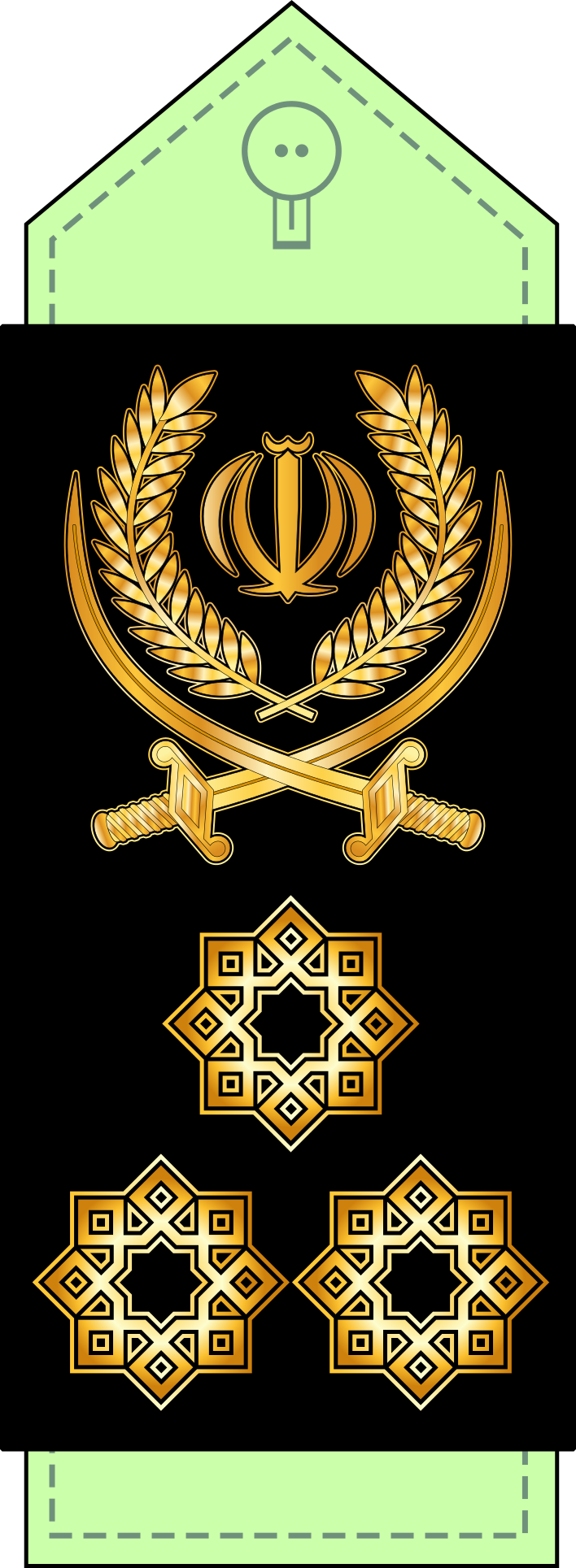
نشان سپهبد نیروی انتظامی جمهوری اسلامی ایران
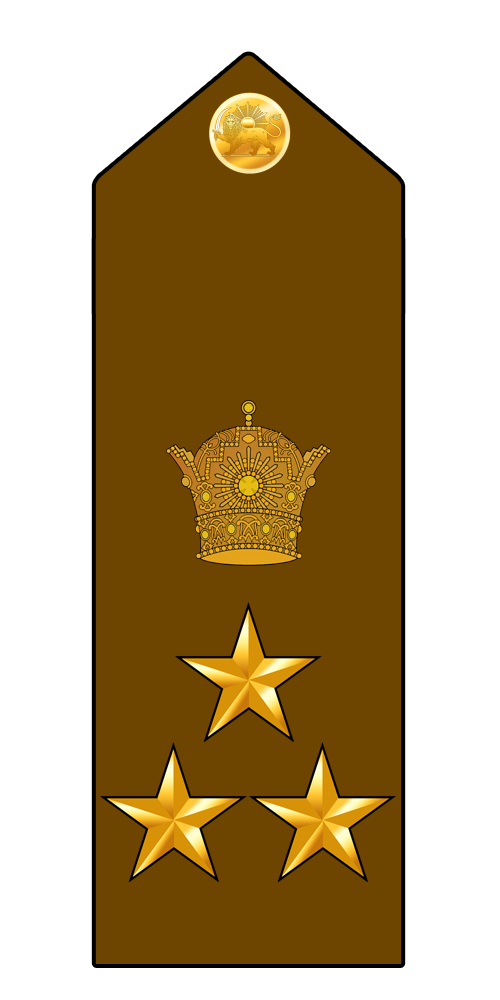
نشان سپهبد نیروی زمینی شاهنشاهی ایران
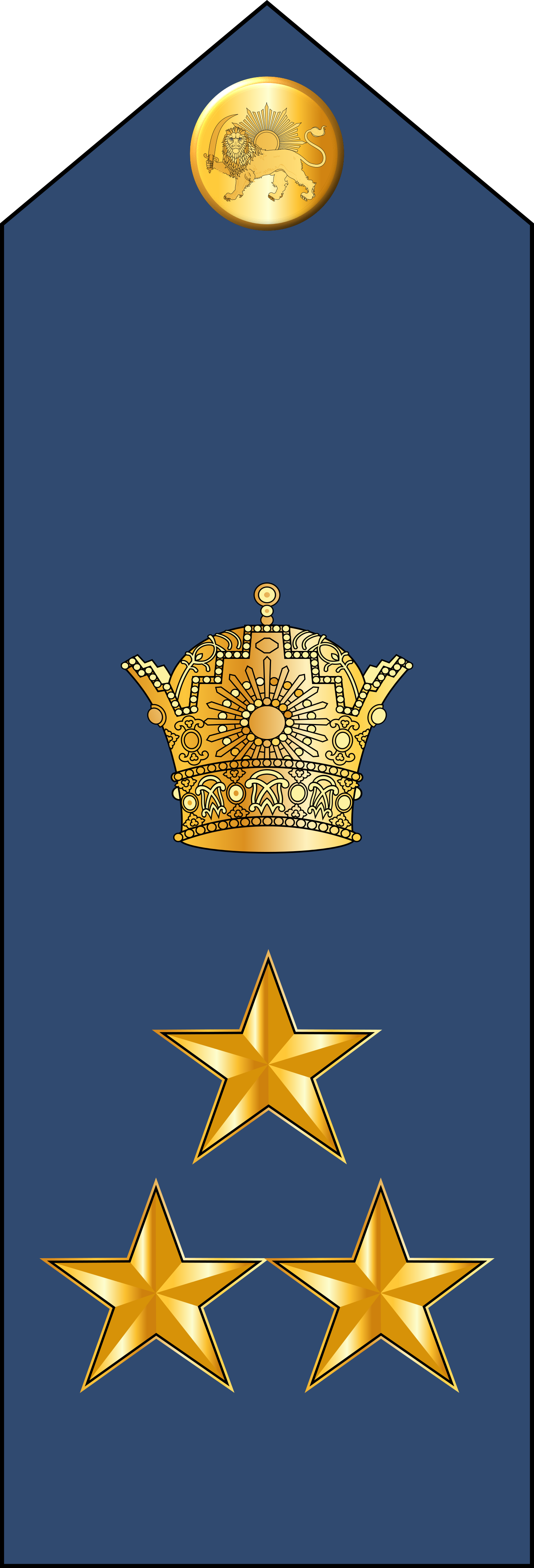
نشان سپهبد نیروی هوایی شاهنشاهی ایران